# Saint-Théoffrey
Saint-Théoffrey és un municipi francès situat al departament de la Isèra i a la regió d'Alvèrnia-Roine-Alps. L'any 2007 tenia 419 habitants.

## Demografia

### Població
El 2007 la població de fet de Saint-Théoffrey era de 419 persones. Hi havia 168 famílies de les quals 40 eren unipersonals (28 homes vivint sols i 12 dones vivint soles), 60 parelles sense fills i 68 parelles amb fills.
La població ha evolucionat segons el següent gràfic:
Habitants censats

### Habitatges
El 2007 hi havia 261 habitatges, 168 eren l'habitatge principal de la família, 91 eren segones residències i 2 estaven desocupats. 254 eren cases i 6 eren apartaments. Dels 168 habitatges principals, 146 estaven ocupats pels seus propietaris, 18 estaven llogats i ocupats pels llogaters i 4 estaven cedits a títol gratuït; 5 tenien dues cambres, 23 en tenien tres, 45 en tenien quatre i 95 en tenien cinc o més. 148 habitatges disposaven pel capbaix d'una plaça de pàrquing. A 58 habitatges hi havia un automòbil i a 106 n'hi havia dos o més.

### Piràmide de població
La piràmide de població per edats i sexe el 2009 era:
| Homes | Edats   | Dones |
| ----- | ------- | ----- |
| 0     | 95 o +  | 0     |
| 0     | 90 a 94 | 0     |
| 0     | 85 a 89 | 4     |
| 0     | 80 a 84 | 0     |
| 12    | 75 a 79 | 0     |
| 8     | 70 a 74 | 16    |
| 8     | 65 a 69 | 4     |
| 4     | 60 a 64 | 8     |
| 12    | 55 a 59 | 12    |
| 20    | 50 a 54 | 8     |
| 12    | 45 a 49 | 32    |
| 12    | 40 a 44 | 0     |
| 16    | 35 a 39 | 4     |
| 12    | 30 a 34 | 16    |
| 24    | 25 a 29 | 24    |
| 0     | 20 a 24 | 0     |
| 4     | 15 a 19 | 8     |
| 0     | 10 a 14 | 4     |
| 4     | 5 a 9   | 12    |
| 4     | 0 a 4   | 16    |

## Economia
El 2007 la població en edat de treballar era de 299 persones, 226 eren actives i 73 eren inactives. De les 226 persones actives 212 estaven ocupades (119 homes i 93 dones) i 14 estaven aturades (8 homes i 6 dones). De les 73 persones inactives 29 estaven jubilades, 20 estaven estudiant i 24 estaven classificades com a «altres inactius».

### Ingressos
El 2009 a Saint-Théoffrey hi havia 188 unitats fiscals que integraven 465,5 persones, la mediana anual d'ingressos fiscals per persona era de 21.925 €.

### Activitats econòmiques
Dels 20 establiments que hi havia el 2007, 3 eren d'empreses de construcció, 3 d'empreses de comerç i reparació d'automòbils, 7 d'empreses d'hostatgeria i restauració, 1 d'una empresa d'informació i comunicació, 2 d'empreses immobiliàries, 3 d'empreses de serveis i 1 d'una entitat de l'administració pública.
Dels 5 establiments de servei als particulars que hi havia el 2009, 1 era una fusteria, 1 electricista, 2 restaurants i 1 agència immobiliària.
L'any 2000 a Saint-Théoffrey hi havia 5 explotacions agrícoles.

## Poblacions més properes
El següent diagrama mostra les poblacions més properes.